# السلاح في إسرائيل
لدى إسرائيل صناعة أسلحة شاملة سواء لإستخداماتها هي أو للتصدير، بدأ تطويرها حتى قبل تأسيس الدولة الإسرائيلية، وتنامت وأصبحت جزءًا بارزًا من الصناعة الإسرائيلية ومن أهم صادراتها، فإسرائيل من أكبر مصدري العتاد الحربي في العالم، حيث بلغت حصتها 10% من إجمالي صادرات الأسلحة في العالم في عام 2007. تطورت هذه الصناعة للتعامل مع الاحتياجات العسكرية الفريدة لأمن إسرائيل، وخاصة الجيش الإسرائيلي. كان حظر التسليح المفروض على إسرائيل في أوقات متفرقة نتيجة للضغوط الاقتصادية من الدول العربية أحد الدوافع الرئيسية للاستثمار الكبير من قبل إسرائيل في تطوير أسلحتها الخاصة.
كثير من عتاد الحرب الذي تنتجة إسرائيل مخصص للتصدير، ويتم ذلك تحت إشراف (بالعبرية: סיב"ט)- فرع تصدير الأسلحة في وزارة الدفاع الإسرائيلية. منذ عقود الثمانينات، كانت الصادرات الحربية أكبر فروع الصناعة تصديرا في إسرائيل. في عام 1988، بلغت قيمة صادرات الأسلحة حوالي 1.5 مليار دولار. تم إدراج ثلاث شركات إسرائيلية في فهرس 2017 لمعهد ستوكهولم الدولي لأبحاث السلام ضمن أكبر 100 شركة في إنتاج الأسلحة والخدمات العسكرية في العالم، وهي: شركة إلبيت سيستمز، وشركة صناعات الفضاء الإسرائيلية، ونظم الدفاع المتقدمة رافائيل. في نفس العام (2017)، وصلت صادرات الدفاع إلى رقم قياسي بلغ 9.2 مليار دولار، وتم تصنيف أربع شركات إسرائيلية ضمن مئة أكبر شركة دفاع في العالم عام 2015. هناك جزء صغير من وسائل الحرب التي تنتجها إسرائيل مخصص للقوات الإسرائيلية حصراً، ويأتي في طابع "سلاح المفاجأة" لمنح إسرائيل تفوقًا تكنولوجيًا نوعيًا على منافسيها.

## صادرات السلاح الإسرائيلي
تعتبر الهند أكبر مستورد للأسلحة تخريب سلاحالإسرائيلية، فبحسب معهد ستوكهولم الدولي لأبحاث السلام، إستوردت 37% من مجمل صادرات إسرائيل من الأسلحة بين الأعوام 2018 و 2022، تبعتها أذربيجان والفلبين ب 9.1 و8.5 بالمئة، كما تعتبر إسرائيل من أهم موردي الأسلحة للفيتنام وإيطاليا والمملكة المتحدة.
في يونيو 2023 صرح وزير الدفاع الإسرائيلي ان الإنتاج العسكري الإسرائيلي تضاعف في 2022 عن السنوات الثلاث التي سبقته ب12.556 بليون دولار، وأن حوالي ربعها لشركاء تحت مظلة اتفاقيات إبراهيم تحت الرعاية الأمريكية.

## ما قبل تأسيس الدولة
في ثلاثينيات القرن العشرين، كانت تصنيع الاسلحة الصغيرة والمتفجرات بدأ سراً للجماعات الصهيونية المسلحة التي إندمجت لاحقا لتشكل "جيش الدفاع الأسرائيلي" . فهاجمت الوحدات الصهيونية الفلسطينيين خلال حرب فلسطين 1947–1949 برشاشات ستن الإنجليزية والقنابل اليدوية وقذائف المورتر والمدافع المضادة للدروع وقاذفات اللهب والذخيرة الخفيفة مصنّعة معظمها في المستعمرات الصهيونية إضافة لأسلحة أمريكية تم شراءها على أنها "خردة" فائضة من الحرب العالمية الثانية. بعد إعلان إنشاء الدولة عام 1948 وإنسحاب البريطانيين، قامت الدولة الوليدة بإستيراد كمية معتبرة من أسلحة ما بعد الحرب العالمية الثانية من طائرات ودبابات ومدفعية. وأضحت صناعة الأسلحة في إسرائيل متخصصة في "تحديث" و"تعديل" و"تجديد" العتاد العسكري. ومن الصادرات الأسلحة الإسرائيلية المبكرة الرائجة كان رشاش عوزي الإسرائيلي نصف الأوتوماتيكي الذي بدأ استخدامه عام 1954 واستخدمته العديد من البلاد، مدخلاً أرباحا لصناعة الأسلحة الإسرائيلية. استخدمت صفقة الأسلحة صفقة الأسلحة التشيكية المصرية عام 1955 كدافع وأعطى العدوان الثلاثي على مصر زخما إضافيا لصناعة الأسلحة الإسرائيلة المحلية. وتزامن تحوّل إسرائيل لتصبح أحد أكبر منتجي للأسلحة مع حظر تصدير الاسلحة الفرنسية (التي كانت المورد الرئيسي للأسلحة لإسرائيل آنذاك) قبل حربها عام 1967 بقليل.